# Indigofera
Indigofera is een vrij groot geslacht uit de vlinderbloemenfamilie (Leguminosae): het is vooral bekend vanwege de teelt ten behoeve van indigo, omwille waarvan enkele soorten op grote schaal gekweekt werden.
Dit geslacht is vertegenwoordigd in vrijwel alle tropische en subtropische gebieden van de wereld, en enkele soorten komen ook voor in gematigde gebieden in Oost-Azië. De planten zijn over het algemeen struikvormig, maar enkele zijn kruidachtig, terwijl een paar soorten een kleine boom kunnen worden met een hoogte van 5–6 m; de meeste soorten laten in de droge tijd hun bladeren vallen.
De bladeren zijn oneven geveerd en bestaan uit 5-31 blaadjes; de lengte van het samengesteld blad bedraagt 3–25 cm. De bloemen zijn klein en vormen trossen van 2–15 cm

## Gebruik
Indigofera tinctoria en Indigofera suffruticosa werden op grote schaal gebruikt om indigo te produceren. Deze kleurstof is eeuwenlang van grote betekenis geweest en wordt nog steeds zeer veel gebruikt, onder andere om spijkerbroeken te kleuren. Deze kleurstof is slechts een beperkte tijd door Indigofera geleverd. De traditionele leverancier is wede (Isatis tinctoria) en in de late 19e eeuw is een chemisch procedé ontwikkeld om deze kleurstof uit steenkoolteer te synthetiseren. Daarmee is de winning uit Indigofera onrendabel geworden; deze teelt is vrijwel verdwenen.
Stoffen die uit andere Indigofera-soorten gewonnen worden, hebben diverse medicinale toepassingen.